# سارداراشن
سارداراشن (به ارمنی: Սարդարաշեն) یک منطقهٔ مسکونی در جمهوری آرتساخ است که در استان آسکران واقع شده‌است. سارداراشن ۱۸۱ نفر جمعیت دارد و ۱٬۰۰۴ متر بالاتر از سطح دریا واقع شده‌است.